# 화천 성불사지 석장승
화천 성불사지 석장승(華川 成佛寺址 石長牲)은 대한민국 강원특별자치도 화천군 간동면 유촌리, 성불사터에서 600m 떨어진 암자터 옆에 서 있는 돌장승이다. 1996년 2월 27일 강원특별자치도의 민속문화재 제5호로 지정되었다.

## 개요
성불사터에서 600m 떨어진 암자터 옆에 서 있는 돌장승으로, 절을 지키기 위해 세운 것이다. 장승의 허리부분이 부러져 아랫부분은 오랫동안 땅에 묻혔다가 최근에 발견되었고, 1993년 5월 마을 주민에 의해 지금의 모습으로 복원되었다.
크기는 높이 196cm에 어깨너비가 60cm이고 얼굴 두께 58cm, 몸통이 47cm로, 화강암을 깎아 만들었다. 조선시대 무관이 쓰던 전립 모양의 벙거지를 쓰고 있으며 눈과 코가 크고, 얼굴은 턱을 앞으로 내민 듯하다. 구슬띠 무늬를 두고, 조선시대 문신이 임금을 뵐 때 손에 쥐던 홀(笏)을 새겨 놓아 전체적으로 신장(神將)의 얼굴에 문인석의 몸체가 결합되어 있는 형상이다. 대개의 호법장승이 송곳니를 날카롭게 드러내 도깨비의 얼굴모습을 하는데 비해, 사람의 얼굴을 하고 있으면서 신장의 모습을 표현한 작품으로 몸체가 온전하게 조각되어 있는 보기드문 장승이다.
장승을 세운 연대는 정확히 알 수 없다. 다만, 장승의 모습이 일반적인 돌장승의 성격과는 다른 독특한 예로, 강원도에 호법장승이 없다고 알려진 지금까지의 인식을 바꿔주는 중요한 자료가 되고 있다.

## 참고 자료
- 화천성불사지석장승 - 국가유산청 국가유산포털